# Friedrich von Rummel (Diplomat)
Freiherr Friedrich Ludwig Alfons von Rummel (* 10. Oktober 1910 in München; † 13. Februar 2002 in Munderkingen) war ein deutscher Diplomat, Historiker und Publizist.
Freiherr Friedrich von Rummel, Sohn von Karl Gustav Walter Alfons Freiherr von Rummel und Marianne von Ziegler, studierte in München und Paris Geschichte, Germanistik und Romanistik. 1933/34 legte er seine Lehramtsprüfung ab und wurde promoviert. Zunächst wurde er Lehrer und unterrichtete unter anderem Deutsch in der Türkei. 1954 trat er in den Dienst des Auswärtigen Amtes. Unter anderem war er als Kulturreferent an den Botschaften der BRD in Ankara, Rom und Neu-Delhi sowie im Auswärtigen Amt in Bonn tätig. Letzte Position vor der Pensionierung war die des Generalkonsuls in Izmir. Von Rummel übersetzte viele Werke aus dem Türkischen ins Deutsche und verfasste zudem selbst Bücher. Sein Geschichtslehrbuch für den Schulunterricht Geschichtliches Werden. Mittelstufe. Bd. 2: Geschichte des Mittelalters erlebte sechs Auflagen. Er war mit Sibylle Glock verheiratet.

## Schriften
- Das Ministerium Lutz und seine Gegner, 1871–1882. Ein Kampf um Staatskirchentum, Reichstreue und Parlamentsherrschaft in Bayern, C. H. Beck, München 1935 (= Dissertation).
- Die Türkei auf dem Weg nach Europa, Rinn, München 1952
- Geschichtliches Werden. Mittelstufe. Bd. 2: Geschichte des Mittelalters, Buchner, Bamberg 1953 [6. Auflage 1960]
- Franz Ferdinand von Rummel. Lehrer Kaiser Josephs I. und Fürstbischof von Wien (1644–1716), Oldenbourg, München 1980 ISBN 3-486-50131-3 (Österreich-Archiv)

Übersetzungen
- Meisternovellen der Weltliteratur – Türkei: Sabahattin Ali. Stimmen der Völker, Heft 4. Bavaria-Verlag, Gauting 1948.
- Abdülhak Şinasi Hisar, Unser guter Fahim Bey. Eine Lebensgeschichte. Mouton & Co., Den Haag 1954.